# Digital groga
La digital groga o didalera groga (Digitalis lutea) és una espècie de planta amb flors dins la família plantaginàcia.
És originària d'Europa, submediterrània i de les muntanyes de l'Atles al Marroc. És una planta autòctona dins la vegetació dels Països Catalans.

## Descripció
Herba perenne glabrescent erecta de 50 cm a 1 m d'alçada; fulles lanceolades denticulades de 7-30 x 1,2 5 cm curtament peciolades, les superiors són sèssils i són progressivament més petites. Les flors són d'un groc pàl·lid de 15-25 x 5-8 mm; floreix de juny a agost; raïm bracteat unilateral; flors tubulars, calze de 4-5 mm; càpsula ovoide de 7-8 mm.

## Hàbitat
Vorades de bosc més o menys humides i boscos caducifolis poc ombrívols. Principalment a l'estatge montà ascendeix a l'estatge subalpí inferior i descendeix a l'alzinar (Viburno tini-Quercetum ilicis). A vegades, com les altres didaleres, es cultiven com a plantes ornamentals. Només es troba a Catalunya, viu des dels 80 m als 2200.

## Galeria fotogràfica

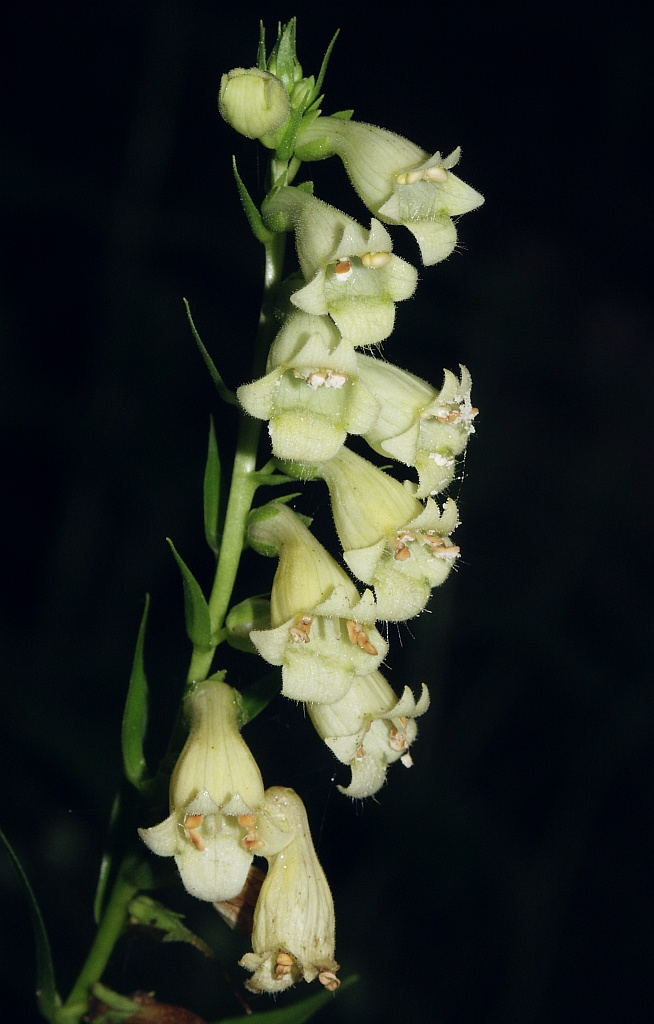
D. lutea flors